# Galium pseudoboreale

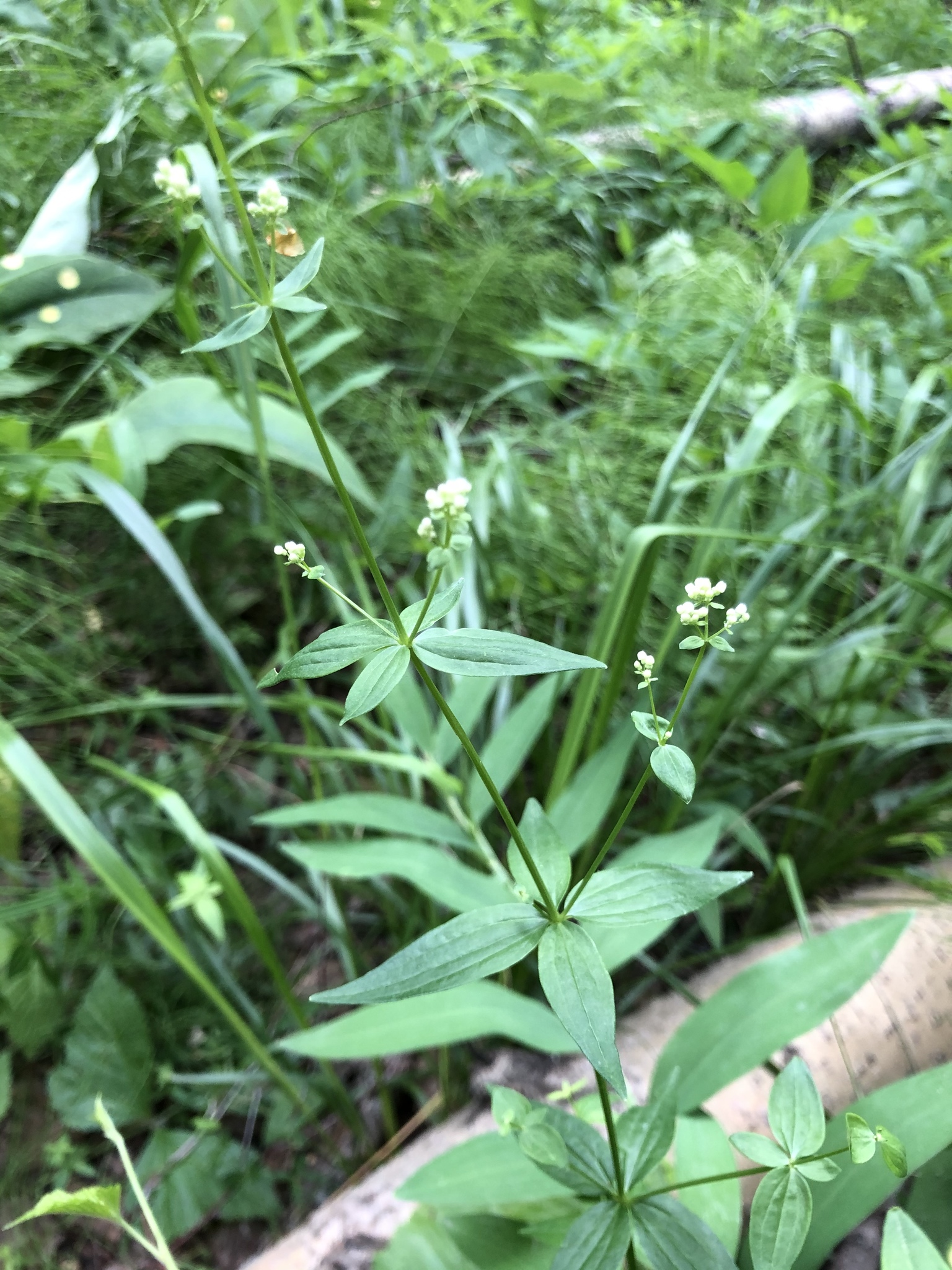
Galium pseudoboreale

Galium pseudoboreale är en måreväxtart som beskrevs av Michail Klokov. Galium pseudoboreale ingår i släktet måror, och familjen måreväxter. Inga underarter finns listade i Catalogue of Life.